# IBM 시스템 R
IBM 시스템 R(IBM System R)은 1974년에 시작된 IBM의 새너제이 연구소의 연구 프로젝트로 빌드된 데이터베이스 시스템이다. 시스템 R은 중대 프로젝트였다. SQL의 최초 구현체였으며 그 뒤로 표준 관계형 데이터 쿼리가 되었다. 또한 관계형 데이터베이스 관리 시스템이 양호한 트랜잭션 처리 성능을 제공할 수 있음을 보여준 최초의 시스템이기도 하였다.
시스템 R의 설계적 결정 및 일부 중요한 알고리즘적 선택(이를테면 쿼리 최적화에 사용된 동적 계획법 알고리즘 등)은 이후 수많은 관계형 시스템에 영향을 주었다.
시스템 R의 최초 고객은 1977년 프랫 앤 휘트니였다.

## 같이 보기
- SQL
- 시스템/38